# Chester

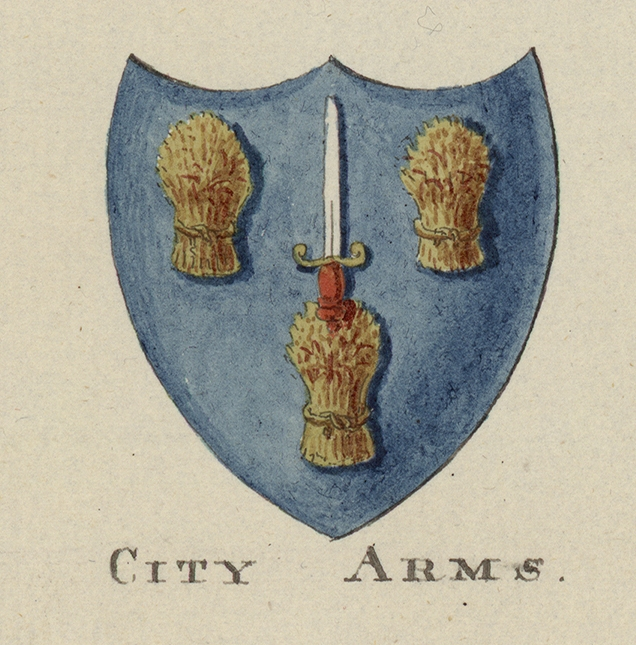
Huy hiệu Thành phố Chester

Chester là một thành phố tường bao ở Cheshire, Anh, nằm bên sông Dee, gần biên giới với Wales. Với dân số 79.645 người 2011, đây là điểm dân cứ lớn nhất tại Cheshire West và Chester (tổng dân số 329.608 người năm 2011) và đóng vai trò trung tâm hành chính của chính quyền đơn nhất. Chester là điểm dân cư lớn thứ hai ở Cheshire sau Warrington.
Chester được lập ra dưới danh nghĩa một "castrum" (thành La Mã) mang tên Deva Victrix vào năm 79 CN, dưới thời Hoàng đế Vespasianus. Từng là một trại quân lớn của Anh thuộc La Mã, Deva về sau phát triển thành là khu dân cư lớn. Năm 689, Vua Æthelred xứ Mercia lập nên Minster Church of West Mercia ("Đại nhà thờ Tây Mercia"), công trình mà rồi sẽ trở thành nhà thờ chính toà đầu tiên ở Chester. Đồng thời, người Saxon mở rộng, củng cố tường thành để chống người Dane. Chester là một trong những thành phố cuối cùng của Anh rơi vào tay người Norman. William Kẻ chinh phục ra lệnh xây lâu đài ở đây, nhằm cai trị đô thị cùng vùng ven biên giới với Wales. Chester được ban địa vị "city" vào năm 1541.
Chester là một trong những thành phố tường bao được gìn giữ tốt nhất đảo Anh. Nơi đây có một số công trình từ thời Trung cổ, song nhiều toà nhà đen trắng ở trung tâm thành phố là sản phẩm của sự trùng tu thời Victoria (do phong trào Black-and-white Revival). Trừ một đoạn dài 100 mét (330 ft), tường thành Chester gần như hoàn chỉnh. Cuộc cách mạng Công nghiệp mang đường ray, kênh đào, phố xá mới đến với thành phố, đi kèm với đó, chính thành phố cũng mở rộng và phát triển đáng kể – Toà thị chính Chester và bảo tàng Grosvenor là hai ví dụ cho thứ kiến trúc Victoria vào thời kỳ này. Ngày nay, du lịch, bán lẻ, hành chính công và dịch vụ tài chính đóng vai trò quan trọng cho nền kinh tế.

## Địa lý

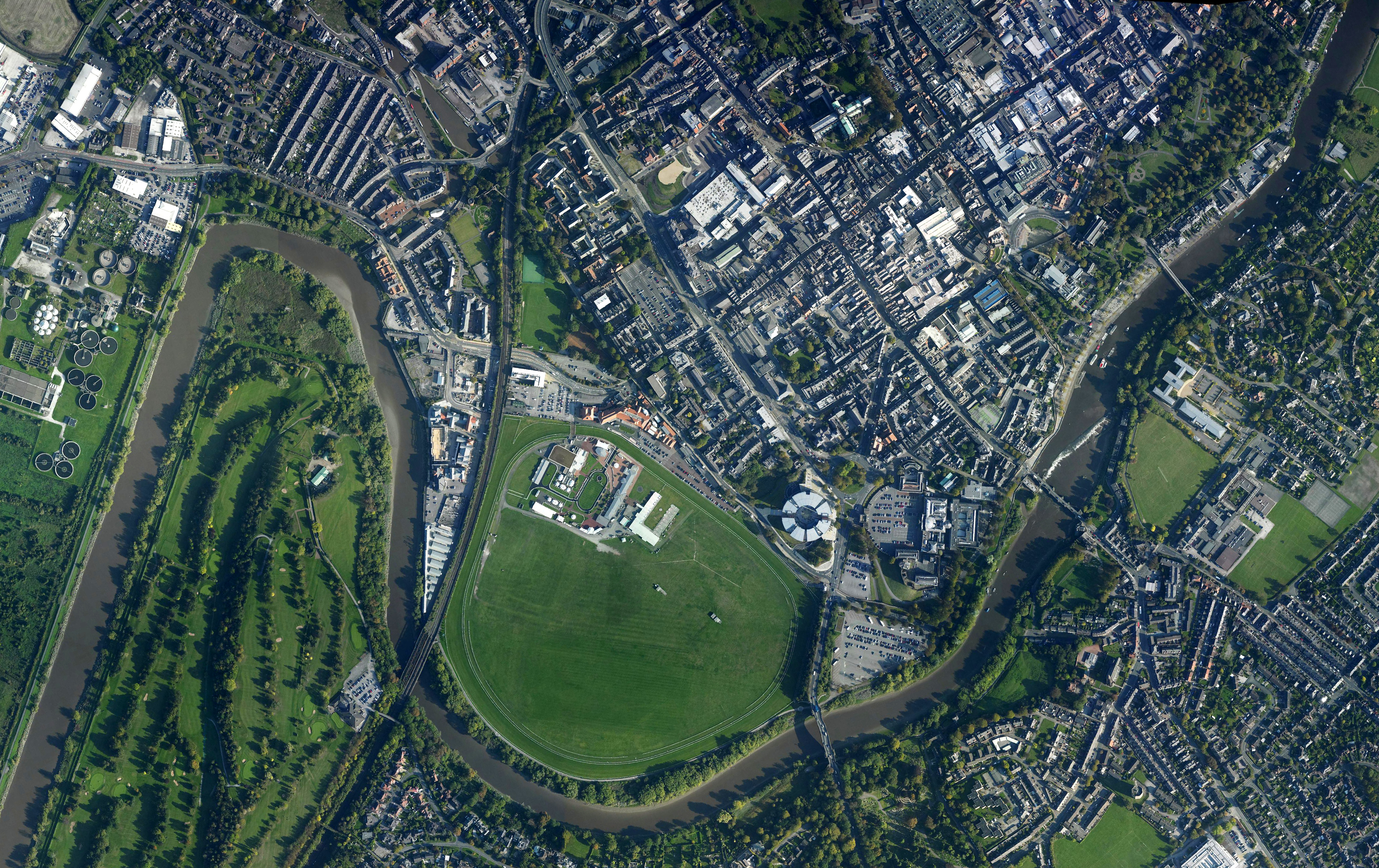
Ảnh trung tâm Chester và sông Dee chụp từ không trung

Chester nằm ở nam một dãy gò sa thạch dài 2 dặm (3,2 km) có niên đại kỷ Trias đạt chiều cao 42 m, nằm gọn trong vòng cung chữ S của sông Dee (trước khi người ta đổi hướng dòng chảy vào thế kỷ XVIII).
Lớp đá nền (có khi được gọi là Chester Pebble Beds) nổi bật vì chứa dựng nhiều hòn đá nhỏ trong địa tầng. Mảng băng từ sông băng đã rút đi cũng để lại một lượng lớn cát và marl.
Mạn đông và bắc Chester là rừng và bụm cây. Mạn tây gần cửa sông Dee là đồng lầy và đất ngập nước.

### Khí hậu
Chester có khí hậu hải dương (Köppen: Cfb), điển hình cho toàn quần đảo Anh. Dù gần với biển Ireland, chế độ nhiệt ở Chester tương tự vùng sâu trong nội địa, nhờ sự che chắn của Pennines về phía đông bắc và của các dãy núi tại Wales về phía tây nam. Trạm khí tượng gần nhất nằm ở sân bay Hawarden, cách trung tâm thành phố 4 dặm (6,4 km) về phía tây.
Nhiệt độ tối đa từng được ghi nhận là 35,2 °C (95,4 °F) vào tháng 8 năm 1990 (theo đo đạc của bên Wales). Trong một năm, ngày ấm nhất có thể chạm ngưỡng 29,3 °C (84,7 °F), với chừng 12 ngày đạt hay vượt mức 25,1 °C (77,2 °F). Nhiệt độ thấp kỷ lục từng ghi nhận là −18,2 °C (−0,8 °F) vào tháng 1 năm 1982.
Lượng mưa hàng năm chưa đến 700mm do tác động bóng mưa của các dãy núi bên Wales.
| Dữ liệu khí hậu của Chester (sân bay Hawarden), độ cao: 10 m, nhiệt độ kỷ lục 1960–nay, thông số khác 1981–2010 | Dữ liệu khí hậu của Chester (sân bay Hawarden), độ cao: 10 m, nhiệt độ kỷ lục 1960–nay, thông số khác 1981–2010 | Dữ liệu khí hậu của Chester (sân bay Hawarden), độ cao: 10 m, nhiệt độ kỷ lục 1960–nay, thông số khác 1981–2010 | Dữ liệu khí hậu của Chester (sân bay Hawarden), độ cao: 10 m, nhiệt độ kỷ lục 1960–nay, thông số khác 1981–2010 | Dữ liệu khí hậu của Chester (sân bay Hawarden), độ cao: 10 m, nhiệt độ kỷ lục 1960–nay, thông số khác 1981–2010 | Dữ liệu khí hậu của Chester (sân bay Hawarden), độ cao: 10 m, nhiệt độ kỷ lục 1960–nay, thông số khác 1981–2010 | Dữ liệu khí hậu của Chester (sân bay Hawarden), độ cao: 10 m, nhiệt độ kỷ lục 1960–nay, thông số khác 1981–2010 | Dữ liệu khí hậu của Chester (sân bay Hawarden), độ cao: 10 m, nhiệt độ kỷ lục 1960–nay, thông số khác 1981–2010 | Dữ liệu khí hậu của Chester (sân bay Hawarden), độ cao: 10 m, nhiệt độ kỷ lục 1960–nay, thông số khác 1981–2010 | Dữ liệu khí hậu của Chester (sân bay Hawarden), độ cao: 10 m, nhiệt độ kỷ lục 1960–nay, thông số khác 1981–2010 | Dữ liệu khí hậu của Chester (sân bay Hawarden), độ cao: 10 m, nhiệt độ kỷ lục 1960–nay, thông số khác 1981–2010 | Dữ liệu khí hậu của Chester (sân bay Hawarden), độ cao: 10 m, nhiệt độ kỷ lục 1960–nay, thông số khác 1981–2010 | Dữ liệu khí hậu của Chester (sân bay Hawarden), độ cao: 10 m, nhiệt độ kỷ lục 1960–nay, thông số khác 1981–2010 | Dữ liệu khí hậu của Chester (sân bay Hawarden), độ cao: 10 m, nhiệt độ kỷ lục 1960–nay, thông số khác 1981–2010 |
| Tháng | 1 | 2 | 3 | 4 | 5 | 6 | 7 | 8 | 9 | 10 | 11 | 12 | Năm |
| --- | --- | --- | --- | --- | --- | --- | --- | --- | --- | --- | --- | --- | --- |
| Cao kỉ lục °C (°F)                                                                                              | 16.7 (62.1) | 17.3 (63.1) | 22.2 (72.0) | 25.8 (78.4) | 27.8 (82.0) | 32.2 (90.0) | 33.1 (91.6) | 35.2 (95.4) | 29.4 (84.9) | 28.2 (82.8) | 19.6 (67.3) | 17.0 (62.6) | 35.2 (95.4) |
| Trung bình ngày tối đa °C (°F)                                                                                  | 7.9 (46.2) | 8.2 (46.8) | 10.7 (51.3) | 13.1 (55.6) | 16.5 (61.7) | 19.1 (66.4) | 21.0 (69.8) | 20.5 (68.9) | 18.1 (64.6) | 14.4 (57.9) | 10.6 (51.1) | 8.0 (46.4) | 14.0 (57.2) |
| Tối thiểu trung bình ngày °C (°F)                                                                               | 1.4 (34.5) | 1.4 (34.5) | 3.2 (37.8) | 4.2 (39.6) | 6.8 (44.2) | 10.2 (50.4) | 11.9 (53.4) | 11.7 (53.1) | 9.6 (49.3) | 6.9 (44.4) | 4.0 (39.2) | 1.7 (35.1) | 6.1 (43.0) |
| Thấp kỉ lục °C (°F)                                                                                             | −18.2 (−0.8) | −11.2 (11.8) | −11.8 (10.8) | −3.9 (25.0) | −1.6 (29.1) | −0.3 (31.5) | 3.5 (38.3) | 2.2 (36.0) | −0.1 (31.8) | −3.8 (25.2) | −9.9 (14.2) | −17.2 (1.0) | −18.2 (−0.8) |
| Lượng mưa trung bình mm (inches)                                                                                | 60.0 (2.36) | 44.0 (1.73) | 50.7 (2.00) | 49.5 (1.95) | 57.2 (2.25) | 59.2 (2.33) | 56.5 (2.22) | 57.0 (2.24) | 60.0 (2.36) | 81.3 (3.20) | 75.5 (2.97) | 75.5 (2.97) | 726.2 (28.59)                                                                                                   |
| Số ngày mưa trung bình                                                                                          | 12.3 | 10.5 | 11.5 | 10.3 | 9.7 | 9.6 | 9.9 | 10.6 | 9.8 | 13.8 | 14.4 | 13.2 | 135.5 |
| Nguồn 1: Met Office                                                                                             | | | | | | | | | | | | | |
| Nguồn 2: Met Office                                                                                             | | | | | | | | | | | | | |